# 래프 코스터
래피얼 코스터(Raphael Koster, 1971년 9월 7일~)는 미국의 게임 디자이너이자 《라프 코스터의 재미 이론》의 저자이다. 《울티마 온라인》의 리드 디자이너와 《스타 워즈 갤럭시즈》의 크리에이티브 디렉터 역을 맡았다. 2006년 7월 아리애를 설립해 온라인 플랫폼 메타플레이스를 제작하고 있다.

## 경력

### 게임
- 《울티마 온라인》 (리드 디자이너, 오리진 시스템즈 1997년)
- 《울티마 온라인: 두 번째 시대》 (리드 디자이너, 오리진 시스템즈 1998년)
- 《스타 워즈 갤럭시즈: 분열된 제국》 (크리에이티브 디렉터, 베란트 인터랙티브 2003년)
  - 《스타 워즈 갤럭시즈: 점프 투 라이트스피드》 (크리에이티브 컨설턴트, 소니 온라인 엔터테인먼트 2004년)
  - 《스타 워즈 갤럭시즈: 더 토탈 익스피리언스》 (크리에이티브 컨설턴트, 소니 온라인 엔터테인먼트 2005년)
- 《에버퀘스트 II》 (치프 크리에이티브 오피서, 소니 온라인 엔터테인먼트, 2004년)
  - 《에버퀘스트 II: 화염의 사막》 (치프 크리에이티브 오피서, 소니 온라인 엔터테인먼트, 2005년)
  - 《에버퀘스트 II: 킹덤 오브 스카이》 (치프 크리에이티브 오피서, 소니 온라인 엔터테인먼트 2005년)
- 《언톨드 레전드: 브라더후드 오브 더 블레이드》 (치프 크리에이티브 오피서/에디터, 소니 온라인 엔터테인먼트, 2005년)
- 《그립쉬프트》 (치프 크리에이티브 오피서, 소니 온라인 엔터테인먼트, 2005년)
- 《프란틱스》 (치프 크리에이티브 오피서, 소니 온라인 엔터테인먼트, 2005년)
- 《챔피언스: 리턴 투 암즈》 (치프 크리에이티브 오피서, 소니 온라인 엔터테인먼트, 2005년)
- 《필드 커맨더》 (치프 크리에이티브 오피서, 소니 온라인 엔터테인먼트, 2006년)

### 음반
- 《After the Flood》 (1999년)

### 저술
- 《라프 코스터의 재미 이론》 (ISBN 89-955276-1-7)
- "Declaring the Rights of Avatars"
- "The Laws of Online World Design" (1999년 GDC 발표)
- "A Story About a Tree" (1998년 5월)